# Vest (Región de desarrollo)
Vest (Español: Oeste) es una región de desarrollo en Rumania creada en 1998. Al igual que las demás regiones de desarrollo, no tiene poderes administrativos. Sus funciones principales son las de coordinación de proyectos de desarrollo regional y la gestión de fondos de la Unión Europea.

## Distritos
La región de Vest está formada por los siguientes distritos:
- Arad
- Caraș-Severin
- Hunedoara
- Timis